# Arthur Robin
Arthur Robin (* 5. Februar 1927 in Guadeloupe; † 20. Januar 2023) war ein Bodybuilder und Mister Universum.

## Leben
Mit 15 Jahren begann Arthur Robin mit Bodybuilding. Als Gewichte benutzte er Steine, Hölzer und mit Zement ausgegossene Schachteln. 1939 zog er nach Paris, wo er eine Arbeit bei Citroën fand und erstmals in einem richtigen Fitnessstudio trainieren konnte. Seinen ersten Wettbewerb bestritt er mit 25 Jahren, es folgten seine wichtigsten Auszeichnungen. 
Danach beendete Arthur Robin seine aktive Sportlerkarriere und reiste ein Jahr lang mit den Harlem Globetrotters und einer selbst erdachten Kraftnummer durch die USA. Es war der Beginn seiner zweiten Karriere als „Schwarzer Herkules“, schon bald rissen sich die bekanntesten Zirkusdirektoren weltweit um ihn: Im Rahmen seiner Aufführungen verbog er regelmäßig Eisen mit seinen bloßen Händen. Das Ergebnis verschenkte er als Glücksbringer.
1968 heiratete er die Vorarlbergerin Lilly Robin. Er hatte drei Kinder, Christian mit seiner ersten Frau und dann Enrico und Betty mit der zweiten, die ebenfalls bekannte Zirkusartisten sind.
Arthur Robin beendete seine Karriere 2003 mit 76 Jahren. Zuletzt lebte er zurückgezogen mit seiner Frau Lilly im Norden Italiens.
2016 war Arthur Robin als er selbst im Kinofilm Mister Universo von Tizza Covi und Rainer Frimmel zu sehen.

## Auszeichnungen
- 1953/54: Mister Paris der Amateure
- 1956: Mister Universum der Amateure
- 1957: Mister Universum